# Dealer (film)
A Dealer egy 2004-ben bemutatott magyar filmdráma Fliegauf Benedek rendezésében.

## Történet
A történet főszereplője egy korábban droghasználó középkorú férfi, aki kábítószer-terjesztésből él.  Magát a főszereplőt a teljes belső üresség és az érzelmektől való elzárkózás jellemzi.  Ez az érzelemmentesség abból ered, hogy szociális kapcsolatai  szinte mind megszűnnek – csak Barbara nevű barátjával találkozik.  Lelki elhidegülését leginkább az okozza, hogy az őáltala pénzért árult kábítószer mások életének tönkretételéhez vagy halálához vezet.  A filmben megjelenik Wanda, aki heroinista, élete kilátástalan.  Lányát, Bogit, a gyámhatóság el is akarja tőle venni.  A dealer feltehetőleg az apja, ezért közelebbi kapcsolatba is kerül Bogival.  Ez az a szála a filmnek, amiben újra megpróbál érzelmeket érezni, és kilábalást keresni a hétköznapok sötét útvesztőiből.  Sorsok, élethelyzetek sorozata, melyet a dealer személye köt össze.

## Szereplők
| Szereplő | Színész              |
| -------- | -------------------- |
| Dealer   | Keresztes Felícián   |
| Bogi     | Balogh Edina         |
| Apa      | Szakács Lajos        |
| Barbara  | Thurzó Barbara       |
| Wanda    | Szigeti Anikó        |
| Dragan   | dr. Vitanovics Dusán |

## Díjak
- Athéni Nemzetközi Filmfesztivál (2004)
  - díj: Golden Athena – Fliegauf Benedek
- Berlini Nemzetközi Filmfesztivál (2004)
  - díj: Berlini Újság olvasóinak különdíja – Fliegauf Benedek
- Magyar Filmkritikusok Díja (2005)
  - díj: B. Nagy lászló-díj – Fliegauf Benedek
- Mar del Plata Filmfesztivál (2005)
  - díj: ACCA zsűri díja (legjobb film) – Fliegauf Benedek
  - díj: FIPRESCI-díj – Fliegauf Benedek
  - díj: legjobb rendező – Fliegauf Benedek
  - díj: külön említés – Fliegauf Benedek
  - jelölés: legjobb film – Fliegauf Benedek
- Pozsonyi Nemzetközi Filmfesztivál (2004)
  - jelölés: Nagydíj – Fliegauf Benedek
- 35. Magyar Filmszemle (2004)  
  - díj: Aranymikrofon-díj – Zányi Tamás
  - díj: legjobb forgatókönyv – Fliegauf Benedek
  - díj:Rendezői díj – Fliegauf Benedek
- 36. Magyar Filmszemle (2005)
  - díj: Második Magyar Filmplakát Kiállítás és Verseny Közönség Díja – Fliegauf Benedek
- Lecce Festival of European Cinema (2004)
  - jelölés: Golden Olive Tree – Fliegauf Benedek
- Wiesbaden goEast (2004)
  - díj: legjobb rendező – Fliegauf Benedek